# Backbone Entertainment
Backbone Entertainment é uma companhia desenvolvedora independente canadense, com escritórios em Emeryville, Califórnia. Antigamente, tinha escritórios em Vancouver, Columbia Britânica e Charlottetown, Prince Edward Island. Backbone Entertainment é o resultado da fusão entre as empresas Digital Eclipse Software (que era especializada em versões de jogos de arcade) e ImaginEngine (que era especializada em desenvolvimento de softwares para crianças).
Uma de suas primeiras séries já como Backbone Entertainment foi Death Jr., para o PlayStation Portable. Eles também produziram uma sequência, Death, Jr. II: Root of Evil, e uma versão para Nintendo DS chamada Death Jr. and the Science Fair of Doom.
Em 2005, a companhia se fundiu-se com mais uma desenvolvedora de jogos para videogames, The Collective, Inc. em Newport Beach, Califórnia, para formar o novo conglomerato, Foundation 9 Entertainment. O conglomerato da Foundation 9 Entertainment continua usando a marca da Backbone Entertainment em seus títulos originais, a marca da Digital Eclipse para jogos que são versões de arcades e a marca da ImaginEngine para vários títulos infantis. Esta companhia também é conhecido por desenvolver Sonic Rivals e Sonic Rivals 2.
Além destes jogos, eles também desenvolveram Bomberman Live, Shrek N' Roll e Yaris para o Xbox 360, Super Puzzle Fighter II Turbo HD Remix para o Xbox 360, PlayStation 3 e Sega Genesis Collection para o PlayStation 2 e PlayStation Portable. Eles também criaram o disco bônus interativo de Halo 3, para as versões Collector e Legendary. Em 2008, eles produziram Monster Lab para o Wii, que foi publicado pela Eidos Interactive.

## Jogos desenvolvidos
| Ano  | Jogo                                                                    | Plataforma(s)                 |
| ---- | ----------------------------------------------------------------------- | ----------------------------- |
| 2001 | Spyro: Season of Ice                                                    | Game Boy Advance              |
| 2002 | Spyro 2: Season of Flame                                                | Game Boy Advance              |
| 2002 | Spider-Man                                                              | Game Boy Advance              |
| 2003 | Spyro: Attack of the Rhynocs                                            | GameBoy Advance               |
| 2004 | Grand Theft Auto Advance                                                | Game Boy Advance              |
| 2004 | Spider-Man 2                                                            | Game Boy Advance, N-Gage      |
| 2004 | The Incredibles: Escape from Nomanisan Island                           | PC                            |
| 2005 | Rifts: Promise of Power                                                 | NGage                         |
| 2005 | Death Jr.                                                               | PSP                           |
| 2006 | Age of Empires: The Age of Kings                                        | Nintendo DS                   |
| 2006 | Charlotte's Web                                                         | Nintendo DS, Game Boy Advance |
| 2006 | Death Jr. II: Root of Evil                                              | PSP                           |
| 2006 | NBA Ballers: Rebound                                                    | PSP                           |
| 2006 | Sonic Rivals                                                            | PSP                           |
| 2006 | MechAssault: Phantom War                                                | Nintendo DS                   |
| 2007 | Bomberman Live                                                          | XBLA                          |
| 2007 | Death Jr. and the Science Fair of Doom                                  | Nintendo DS                   |
| 2007 | Sonic the Hedgehog                                                      | iPod                          |
| 2007 | Brooktown High                                                          | PSP                           |
| 2007 | Sonic Rivals 2                                                          | PSP                           |
| 2007 | Shrek n' Roll                                                           | XBLA                          |
| 2008 | Monster Lab                                                             | Wii                           |
| 2008 | Death Jr. II: Root of Evil                                              | Wii                           |
| 2008 | Wolf of the Battlefield: Commando 3                                     | PSN, XBL                      |
| 2008 | 1942: Joint Strike                                                      | PSN, XBL                      |
| 2008 | Super Street Fighter II Turbo HD Remix                                  | PSN, XBL                      |
| 2009 | Sonic's Ultimate Genesis Collection/Sega Mega Drive Ultimate Collection | Xbox 360, PS3                 |
| 2012 | Dance Central 3                                                         | Xbox 360                      |

### Versões
- Space Invaders Extreme (2009) - XBLA
- Cyberball 2072 (2007) - XBLA
- Gyruss (2007) - XBLA
- Paperboy (2007) - XBLA
- Root Beer Tapper (2007) - XBLA
- Rush 'n Attack (2007) - XBLA
- Super Contra (2007) - XBLA
- Teenage Mutant Ninja Turtles (2007) - XBLA
- Track & Field (2007) - XBLA
- Yie Ar Kung-Fu (2007) - XBLA
- Golden Axe (2007) - XBLA
- Ecco the Dolphin (2007) - XBLA
- Sonic the Hedgehog (2007) - XBLA
- Sonic the Hedgehog 2 (2007) - XBLA
- Streets of Rage 2 (2007) - XBLA
- Castlevania: Symphony of the Night (2007) - XBLA
- Defender (2006) - XBLA
- Frogger (2006) - XBLA
- Contra (2006) - XBLA
- Robotron: 2084 (2006) - XBLA
- Scramble (2006) - XBLA
- Time Pilot (2006) - XBLA
- Ultimate Mortal Kombat 3 (2006) - XBLA
- Joust (2005) - XBLA
- Gauntlet (2005) - XBLA
- Smash TV (2005) - XBLA